# Мария Флорделуна
«Мария Флорделуна» (исп. Maria Flordeluna) — филиппинский телесериал, в главной роли снялась Элиза Пинеда. Он транслировался на ABS-CBN с 12 февраля по 22 июня 2007 года.

## Сюжет
Сериал повествует об 11-летней девочке, в ее усилиях восстановить семью своих родителей.

## Тематические песни
Заглавная песня сериала - «Мария Флорделуна» была написана Арденом Кондезом и Джонатаном Манало. Его сочинил и аранжировал Джонатан Манало, а исполняет Шерин Регис. Песня была номинирована на премию Awit Award 2007 года.
Также есть две любовные темы: «Hanggang May Kailanman» в исполнении Вины Моралес, первоначально исполненная Кэрол Банава (в шоу использовались обе версии), и «Lihim» в исполнении Асель Биса. Также в ленте используется версия «Lihim» в исполнении Алвина Уитингко и Джилл Юло.

## Прием зрителями
Мария Флорделуна была единственным драматическим сериалом в прайм-тайм в 2007 году на каналах ABS-CBN или GMA, который привлек зрителей на протяжении всего времени его показа до финального эпизода, побившего все рекорды . В настоящее время ему принадлежит рекорд самого высокого рейтинга программы общенационального филиппинского телевидения (42,3%, в пересчете на ежемесячных общенациональных рейтингах. Финал эпизода держит рекорд с самым высоким рейтингом NUTAM (и самый рейтинговый эпизод обычного сериала) с 49,3%.

## В ролях

### Основной
- Элиза Пинеда - Мария Флорделуна Аликанте
- Альберт Мартинес - Лео Альварадо Аликанте
- Юла Вальдез - Жозефина «Джо» Эсперо-Аликанте
- Вина Моралес - Мария Эльвира Арагончилло-Аликанте
- Джон Эстрада - Гари Альварадо
- Джонни Дельгадо - Карлос Альварадо Аликанте
- Лиза Лорена - Бриджида Эсперо
- Алвин Уйтингко - Джейкоб Чарльз «JC» Кастодио
- Джилл Юло - Энни Нативидад
- Нэш Агуас - Ренато Мануэль «Ренебой» Аликанте
- Кристель Фулгар - Вильма Эсперо
- Ролдан Акино - Тибор Нативидад
- Минни Агилар - Солинг

### Вторичный
- Марк Дионисио - Исагани Фернандес
- Фрэнсис Игнасио - Мари
- Менгги Кобаррубиас - Генерал Торрес
- Нил Райан Сесе - Адольфо
- Джошуа Дионисио - Бойет
- Чина - Грета
- Дариус Кардано - Марк
- Пиви О'Хара - Ия
- Деннис Коронель - Капитан Кастро
- Никки Багапоро - Ангел
- Ариэль Реонал - Ариэль Троно
- Теннесси Анжелика Блю Круз - подруга Флорделуна